# Bolesław Dziedzic
Bolesław Romuald Dziedzic (ur. 19 stycznia 1909 w Szmańkowczykach, zm. 10 stycznia 1985 w Londynie) – polski prawnik, sędzia, oficer, polityk emigracyjny.

## Życiorys
Urodził się 19 stycznia 1909 w Szmańkowczykach lub w Czortkowie. Ukończył studia prawa Wydziale Prawa Uniwersytetu Jana Kazimierza we Lwowie. Przed II wojną światową pracował jako sędzia grodzki w Stryju.
W czasie II wojny światowej był członkiem ZWZ. Aresztowany przez władze sowieckie, opuścił ZSRR z Armią Andersa. Walczył w szeregach II Korpusu Polskiego, w 10 Pułku Artylerii Ciężkiej w stopniu porucznika. Był ranny.
Po II wojnie światowej pozostał na emigracji, był działaczem Stronnictwa Chrześcijańskiej Demokracji. W kwietniu 1976 został mianowany ministrem spraw społecznych w drugim rządzie Alfreda Urbańskiego Pełnił tę funkcję do sierpnia 1976, kiedy to powołano kolejny rząd z premierem Kazimierzem Sabbatem. W drugim rządzie Kazimierza Sabbata (1978-1979) ponownie otrzymał tekę ministra spraw społecznych, natomiast w trzecim rządzie Kazimierza Sabbata (1979-1983) był ministrem sprawiedliwości. Zasiadał w V Radzie Narodowej RP (1973-1977) i był jednym z jej wiceprzewodniczących.
Zmarł 10 stycznia 1985 roku. Został pochowany na Streatham Cemetery (Block R, gr. 577).  

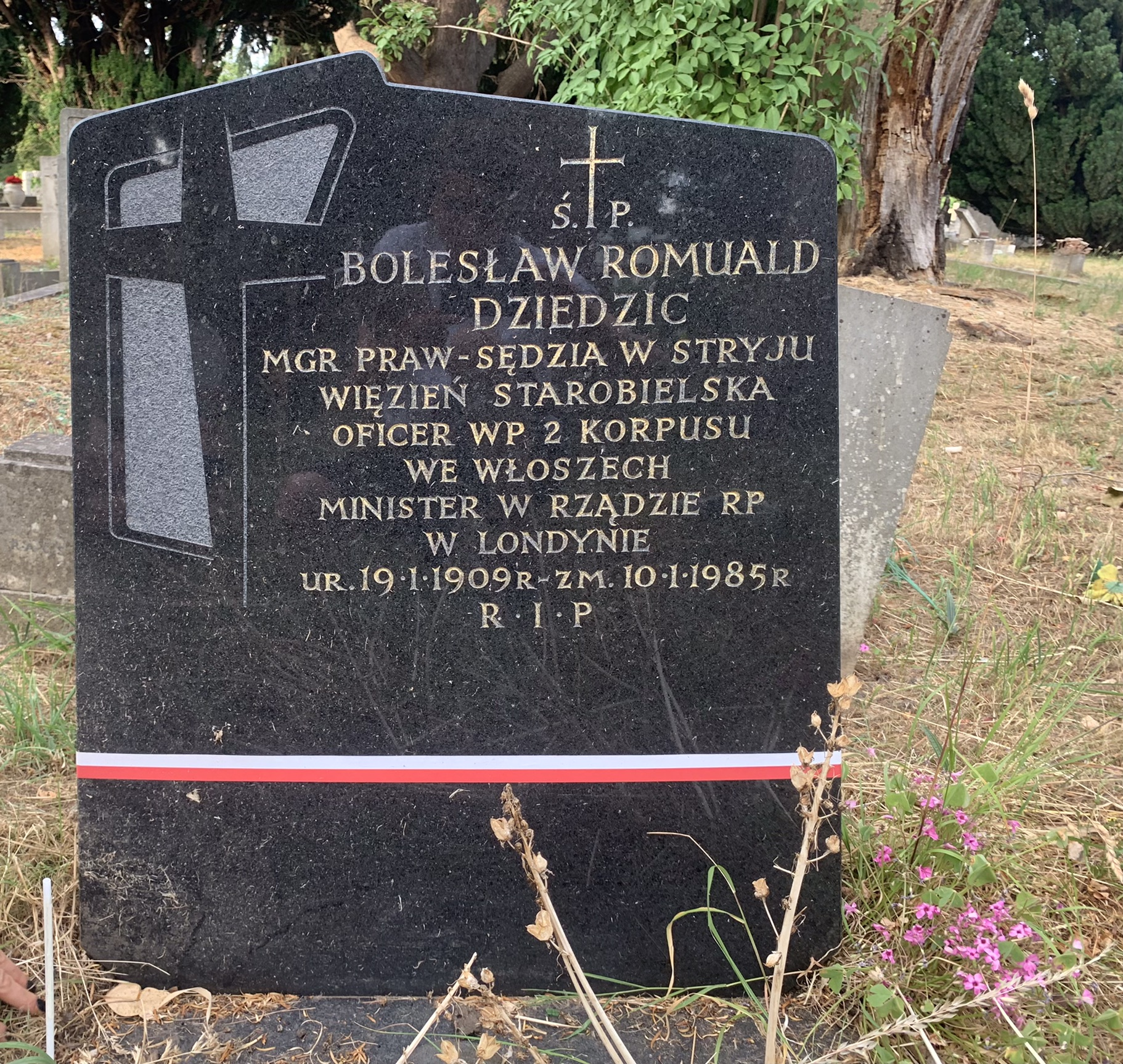
Grób Bolesława Dziedzica

## Życie prywatne
Od 1948 był żonaty z Wandą (z domu Borzemska, 1912-2017), z którą miał córkę Krystynę oraz synów Marka i Stanisława.

## Odznaczenia
- Krzyż Komandorski Orderu Odrodzenia Polski[4]
- Krzyż Walecznych[1]
- Złoty Krzyż Zasługi[1]
- Krzyż Armii Krajowej[1]
- inne odznaczenia polskie i alianckie[1]